# Giancarlo Peris
Giancarlo Peris (Civitavecchia, Itàlia 1941) és un atleta italià, especialista en el camp a través, conegut per ser l'últim rellevista de la flama olímpica als Jocs Olímpics d'Estiu de 1960.

## Biografia
Va néixer el 4 de novembre de 1941 a la ciutat de Civitavecchia, població situada a la província de Roma (Laci), que en aquells moments formava part del Regne d'Itàlia i que avui dia forma part de la República Italiana, en una família d'ascendència grega.

## Carrera esportiva
Especialista en la modalitat de camp a través, fou escollit pel Comitè Olímpica Italià per a realitzar l'encesa del peveter a l'Estadi Olímpic de Roma durant els Jocs Olímpics d'Estiu de 1960 realitzats en aquesta ciutat.